# Canada op de Olympische Zomerspelen 1924
Canada nam deel aan de Olympische Zomerspelen 1924 in Parijs, Frankrijk. Er namen 65 sporters deel in acht olympische sportdisciplines, waarbij vier medailles werden behaald. 

## Medailleoverzicht
| Sport       | Olympiër(s) | Onderdeel                 | Medaille |
| ----------- | --- | ------------------------- | -------- |
| Roeien      | Archibald Black George Mackay Colin Finlayson William Wood                                                                    | vier-zonder (m)           | Zilver   |
| Roeien      | Arthur Bell Ivor Campbell Robert Hunter William Langford Harold Little John Smith Warren Snyder Norman Taylor William Wallace | acht (m)                  | Zilver   |
| Schietsport | William Barnes George Beattie John Black James Montgomery Samuel Newton Samuel Vance                                          | kleiduifschieten team (m) | Zilver   |
| Boksen      | Douglas Lewis | 66,7kg (m)                | Brons    |

## Deelnemers en resultaten

### Atletiek
| Olympiër                                                  | Onderdeel                | Resultaat    | Prestatie                                                                                        |
| --------------------------------------------------------- | ------------------------ | ------------ | ------------------------------------------------------------------------------------------------ |
| Laurence Armstrong                                        | 100m (m)                 | series       | serie 10: 3de                                                                                    |
| Cyril Coaffee                                             | 100m (m)                 | 8e           | serie 2: 1ste in 11,0 kwartfinale 3: 1ste in 10,8 halve finale 2: 5de in 10,8                    |
| George Hester                                             | 100m (m)                 | 12e          | serie 12: 1ste in 11,2 kwartfinale 4: 2de in 10,7 halve finale 1: 6de in 11,5                    |
| Anthony Vince                                             | 100m (m)                 | kwartfinale  | serie 16: 2de in 11,4 kwartfinale 1: 6de                                                         |
| Laurence Armstrong                                        | 200m (m)                 | kwartfinale  | serie 4: 2de kwartfinale 4: 5de                                                                  |
| Cyril Coaffee                                             | 200m (m)                 | 10e          | serie 2: 2de kwartfinale 3: 2de halve finale 2: 6de in 22,4                                      |
| George Hester                                             | 200m (m)                 | kwartfinale  | serie 6: 2de kwartfinale 6: 4de                                                                  |
| John McKechenneay                                         | 200m (m)                 | kwartfinale  | serie 8: 1ste in 23,2 kwartfinale 2: 5de                                                         |
| Horace Aylwin                                             | 400m (m)                 | DNF          | serie 1: 1ste in 54,0 kwartfinale: niet gestart                                                  |
| Alan Christie                                             | 400m (m)                 | kwartfinale  | serie 12: 2de in 50,5 kwartfinale 1: 3de in 50,8                                                 |
| William Fuller                                            | 400m (m)                 | series       | serie 4: 3de in 51,5                                                                             |
| David Johnson                                             | 400m (m)                 | 4e           | serie 6: 1ste in 51,8 kwartfinale 5: 2de in 49,3 halve finale 1: 3de in 48,0 finale: 4de in 48,8 |
| Jack Harris                                               | 800m (m)                 | halve finale | serie 3: 3de in 2.01,6 halve finale 3: 6de                                                       |
| Tom McKay                                                 | 800m (m)                 | halve finale | serie 4: 3de in 2.00,1 halve finale 1: 8ste in 1.58,5                                            |
| Hec Phillips                                              | 800m (m)                 | series       | serie 5: 5de                                                                                     |
| Rolph Barnes                                              | 1500m (m)                | series       | serie 5: 3de in 4.13,1                                                                           |
| David McGill                                              | 5000m (m)                | series       | serie 2: 7de                                                                                     |
| Warren Montabone                                          | 110m horden (m)          | series       | serie 3: 4de                                                                                     |
| Sydney Pierce                                             | 110m horden (m)          | series       | serie 5: 3de in 16,2                                                                             |
| Phil McDonald                                             | 400m horden (m)          | series       | serie 1: 3de in 56,8                                                                             |
| Warren Montabone                                          | 400m horden (m)          | series       | serie 6: 4de                                                                                     |
| Larry Armstrong Cyril Coaffee George Hester Anthony Vince | 4x100m (m)               | 9e           | serie 2: 2de in 43,0 halve finale 1: 3de in 43,3                                                 |
| Horace Aylwin Alan Christie Don Johnson Billy Maynes      | 4x400m (m)               | 4e           | serie 3: 2de in 3.34,5 finale: 4de in 3.22,8                                                     |
| Edward Freeman                                            | 10km snelwandelen (m)    | DSQ          | serie 1: gediskwalificeerd                                                                       |
| Philip Grandville                                         | 10km snelwandelen (m)    | DSQ          | serie 2: gediskwalificeerd                                                                       |
| John Cuthbert                                             | marathon (m)             | 13e          | 3:00.44,6                                                                                        |
| Victor McAuley                                            | marathon (m)             | 14e          | 3:02.05,4                                                                                        |
| Philip MacDonald                                          | hink-stap-springen (m)   | 14e          | kwalificatie groep 1: 7de met 13,33m                                                             |
| Russ Sheppard                                             | hink-stap-springen (m)   | 16e          | kwalificatie groep 2: 8ste met 12,72m                                                            |
| Jack Miller                                               | hoogspringen (m)         | 22e          | kwalificatie groep 2: 8ste met 1,65m                                                             |
| Irving Francis                                            | polsstokhoogspringen (m) | 8e           | kwalificatie groep 2: 5de met 13,55m                                                             |
| Victor Pickard                                            | polsstokhoogspringen (m) | 5e           | kwalificatie groep 1: 1ste met 3,66m finale: 5de met 3,80m                                       |
| Victor Pickard                                            | speerwerpen (m)          | 28e          | kwalificatie groep 2: 14de met 44,69m                                                            |

### Boksen
| Olympiër         | Onderdeel   | Resultaat | Prestatie |
| ---------------- | ----------- | --------- | --- |
| Stephen Rennie   | -50,8kg (m) | 5e        | 1ste ronde: vrij 2de ronde: W van SUI Nyffeler: punten kwartfinale: V van USA LaBarba: punten |
| Jock MacGregor   | -50,8kg (m) | 5e        | 1ste ronde: vrij 2de ronde: W van ESP Vitria: punten kwartfinale: V van GBR McKenzie: punten |
| Agnew Burlie     | -57,2kg (m) | 17e       | 1ste ronde: V van USA Salas: punten |
| Mickey MacGowan  | -57,2kg (m) | 17e       | 1ste ronde: V van ITA Francecchini: punten |
| Chris Graham     | -61,2kg (m) | 9e        | 1ste ronde: W van URU Corney: punten 2de ronde: V van USA Rothwell: punten |
| Douglas Lewis    | -66,7kg (m) | Brons     | 1ste ronde: W van SWE Hultgren: punten 2de ronde: W van ITA Oldeni: gediskwalificeerd kwartfinale: W van USA Haggerty: punten halve finale: V van BEL Delarge: punten bronzen finale: W van IRL Dwyer: walk-over |
| Leslie Black     | -50,8kg (m) | 4e        | 1ste ronde: W van LUX Feidt: punten 2de ronde: W van USA Lefkowitch: knock-out kwartfinale: W van IRL Murphy: punten halve finale: V van GBR Elliott: punten bronzen finale: V van BEL Beecken: walk-over        |
| Harry Henning    | -50,8kg (m) | 5e        | 1ste ronde: W van ITA Leopardi: punten 2de ronde: W van NOR Jensen: scheidsrechterlijke beslissing kwartfinale: V van GBR Elliott: punten                                                                        |
| Charley Belanger | -79,4kg (m) | 9e        | 1ste ronde: vrij 2de ronde: V van USA Mulholland: punten |

### Roeien
| Olympiër | Onderdeel       | Resultaat | Prestatie                                                       |
| --- | --------------- | --------- | --------------------------------------------------------------- |
| Hilton Belyea | skiff (m)       | series    | serie 2: 3de                                                    |
| Archibald Black George MacKay Colin Finlayson William Wood                                                                    | vier-zonder (m) | Zilver    | serie 2: 1ste in 6.31,0 finale: 2de in 7.18,0                   |
| Arthur Bell Ivor Campbell Robert Hunter William Langford Harold Little John Smith Warren Snyder Norman Taylor William Wallace | acht (m)        | Zilver    | serie 2: 2de herkansingen: 1ste in 6.37,0 finale: 2de in 6.49,0 |

### Schietsport
| Olympiër                                                                             | Onderdeel     | Resultaat | Prestatie  |
| ------------------------------------------------------------------------------------ | ------------- | --------- | ---------- |
| George Beattie                                                                       | trap (m)      | 6e        | 96 punten  |
| James Montgomery                                                                     | trap (m)      | 4e        | 97 punten  |
| Samuel Vance                                                                         | trap (m)      | 6e        | 96 punten  |
| William Barnes George Beattie John Black James Montgomery Samuel Newton Samuel Vance | trap team (m) | Zilver    | 360 punten |

### Wielersport
| Olympiër    | Onderdeel   | Resultaat | Prestatie |
| Baan        | Baan        | Baan      | Baan      |
| ----------- | ----------- | --------- | --------- |
| Joe Laporte | 50km (m)    | onbekend  |           |
| Weg         |             |           |           |
| Joe Laporte | tijdrit (m) | 54e       | 8:11.22,0 |

### Worstelen
| Olympiër          | Onderdeel   | Resultaat   | Prestatie |
| Vrije stijl       | Vrije stijl | Vrije stijl | Vrije stijl |
| ----------------- | ----------- | ----------- | --- |
| James Trifunov    | -56kg (m)   | 9e          | 1ste ronde: V van GBR Sansum |
| Clifford Chilcott | -61kg (m)   | 4e          | 1ste ronde: vrij 2de ronde: W van ITA Cavallini kwartfinale: W van AUS Angelo halve finale: V van USA Reed zilveren halve finale: V van JPN Naito |
| Walter Montgomery | -66kg (m)   | 9e          | 1ste ronde: V van USA Vis zilveren halve finale: V van FIN Wikström                                                                               |
| Donald Stockton   | -72kg (m)   | 5e          | 1ste ronde: vrij 2de ronde: W van GBR Bacon kwartfinale: V van USA Lookabough bronzen halve finale: V van SUI Müller                              |
| George Rumpel     | -87kg (m)   | 8e          | 1ste ronde: W van FRA Baillot kwartfinale: V van USA Spellman zilveren halve finale: V van GBR Wilson                                             |

### Zeilen
| Olympiër       | Onderdeel | Resultaat | Prestatie |
| -------------- | --------- | --------- | --------- |
| Norm Robertson | monotype  | 15e       |           |

### Zwemmen
| Olympiër       | Onderdeel            | Resultaat | Prestatie                                              |
| -------------- | -------------------- | --------- | ------------------------------------------------------ |
| Clayton Bourne | 100m vrije slag (m)  | 9e        | serie 3: 1ste in 1.06,2 halve finale 1: 5de in 1.06,0  |
| George Vernot  | 400m vrije slag (m)  | 7e        | serie 5: 3de in 5.32,2 halve finale 1: 4de in 5.38,0   |
| George Vernot  | 1500m vrije slag (m) | 8e        | serie 5: 2de in 23.11,4 halve finale 1: 5de in 23.02,4 |

Argentinië · Australië · België · Brazilië · Brits-Indië · Bulgarije · Canada · Chili · Cuba · Denemarken · Ecuador · Egypte · Estland · Filipijnen · Finland · Frankrijk · Griekenland · Groot-Brittannië · Haïti · Hongarije · Ierland · Italië · Japan · Joegoslavië · Letland · Litouwen · Luxemburg · Mexico · Monaco · Nederland · Nieuw-Zeeland · Noorwegen · Oostenrijk · Polen · Portugal · Roemenië · Spanje · Tsjecho-Slowakije · Turkije · Uruguay · Verenigde Staten · Zuid-Afrika · Zweden · Zwitserland